# SC Preußen Stettin
SC Preußen Stettin was een Duitse voetbalclub uit de Pommerse stad Stettin, dat tegenwoordig het Poolse Szczecin is.

## Geschiedenis
De club werd in 1901 opgericht als FC Preußen Stettin. In 1904 was de club een van de stichtende leden van de Stettinse voetbalbond. Midden jaren twintig werd de naam gewijzigd in SC Preußen Stettin.
In 1927/28 werd de club kampioen van Pommeren en plaatste zich zo voor de Baltische eindronde, waar de club vicekampioen werd achter VfB Königsberg. Hierdoor plaatste de club zich voor de eindronde om de Duitse landstitel, waar de club in de eerste ronde met 1-4 verloor van Holstein Kiel. Het volgende seizoen plaatste de club zich wel nog voor de Pommerse eindronde, maar werd daarin derde.
Bij de invoering van de Gauliga in 1933 speelde de club in de groep West van de Gauliga Pommern. De club eindigde steevast rond de derde en vierde plaats, op zeven clubs. In 1937 fusioneerde de club met 1. Stettiner Borussia-Poseidon en werd zo SV Borussia-Preußen Stettin.

## Erelijst
Kampioen Pommeren
1928
- Gemeinsame Normdatei: 5253315-3
- Virtual International Authority File: 159143329